# یواس‌اس ناهوکی (وای‌تی‌ام-۵۳۶)
یواس‌اس ناهوکی (وای‌تی‌ام-۵۳۶) (به انگلیسی: USS Nahoke (YTM-536)) یک کشتی بود که طول آن ۱۰۰ فوت (۳۰ متر) بود. این کشتی در سال ۱۹۴۵ ساخته شد.